# Betacam SX
Betacam SX ist ein professionelles digitales Videoformat, das Komponentensignale zusammen mit vier Tonsignalen auf ein 1/2″-Metallpartikelband aufzeichnet.

## Allgemein
Betacam SX ist das erste professionelle Videoformat, welches mit einer Datenreduktion im Faktor 10:1 nach MPEG-2 die im Verhältnis 4:2:2 und einer 8-Bit-Auflösung abgetasteten Komponentensignale komprimiert. Die MPEG-2-Datenreduktion wird nach dem Professional Profile@MainLevel (4:2:2P@ML) durchgeführt. Die Gesamtdatenrate beträgt 44 MBit/s, davon entfallen etwa 18 MBit/s auf das Videosignal und 3 MBit/s auf die vier Audiokanäle, die mit 16 Bit und 48 kHz ohne Datenreduktion aufgezeichnet werden. Die restliche Datenbandbreite wird für den Fehlerschutz bzw. für die Fehlerkorrektur verwendet.

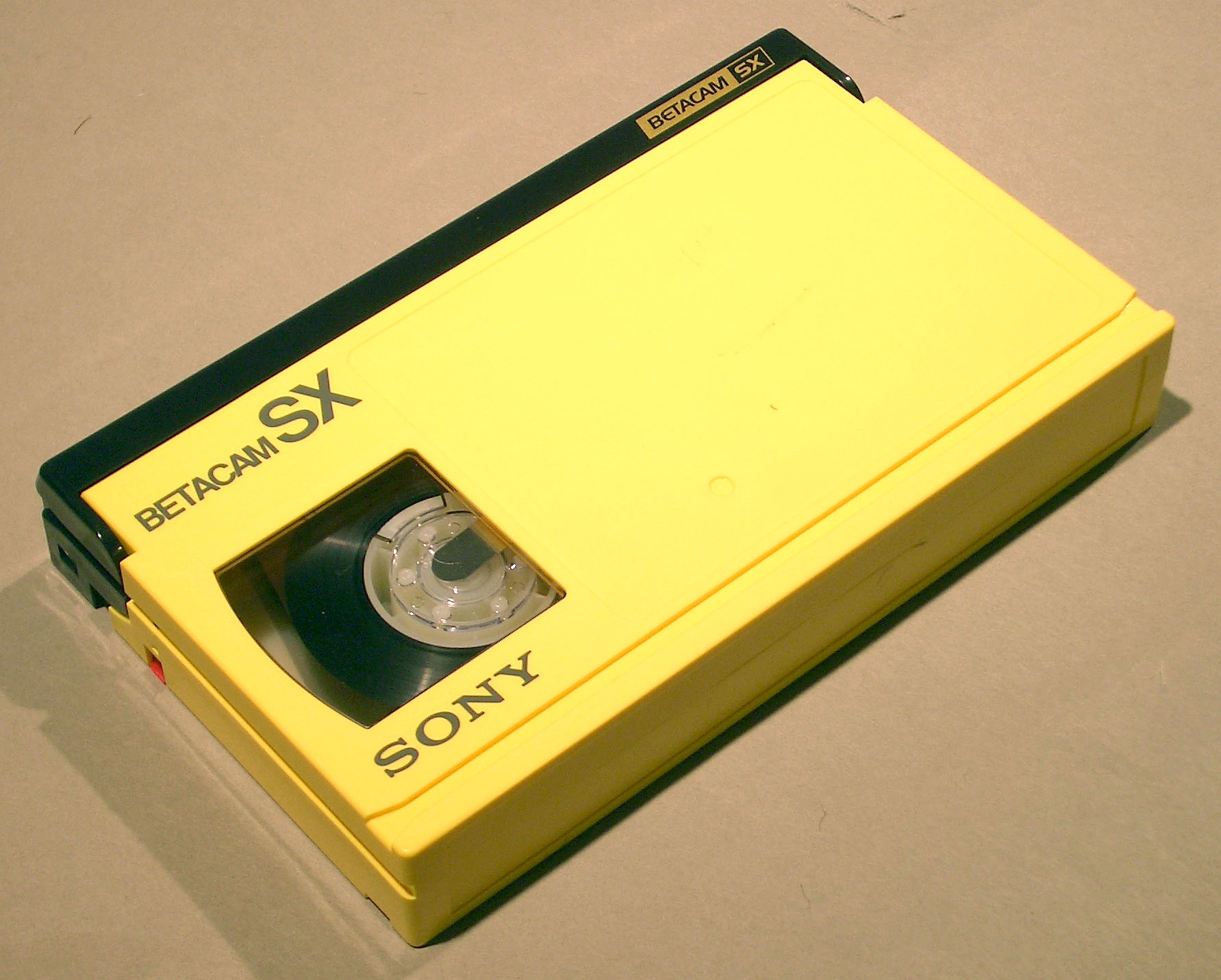
Betacam-SX-Kassette

Das Format ist eine Weiterentwicklung von Betacam SP. Die mechanischen Eigenschaften der Betacam-SX-Kassette sind mit denen einer Betacam-SP-Kassette identisch, besitzen aber nahezu die doppelte Aufnahmedauer, da sie nur mit halber Geschwindigkeit (5,96 cm/s) bespielt bzw. abgespielt werden. Dabei bleibt dieses System voll kompatibel zu Betacam SP und kann diese Kassetten auch abspielen. Die maximale Spieldauer einer Betacam-SX-Kassette beträgt 184 Minuten.
Obwohl Betacam SX in der Bildqualität hinter IMX und weit hinter Digital Betacam liegt, ist es dennoch Digital Video (DV) überlegen. So hat das Format in der aktuellen elektronischen Berichterstattung im asiatischen Raum, aber auch weltweit einige Verbreitung gefunden. Grund sind die mechanische Robustheit des Systems, die relativ geringe Datenmenge im allgemein akzeptierten MPEG-Format (praktisch für digitale Online-Schnittsysteme) und die Möglichkeit, das Material auf kleinen, leichten Laptop-Schnittgeräten mit eingebautem Player und Recorder sofort vor Ort bearbeiten zu können. So trifft man Kamerateams mit Betacam SX auch häufig in Kriegs- und Krisenregionen.
Betacam-SX-Kassetten lassen sich durch ihre gelbe Farbe von den mechanisch fast baugleichen Betacam-, Betacam-SP-, Digital-Betacam-, IMX- und HDCAM-Kassetten unterscheiden.